# May Britt
May Britt; właściwie May Britt Wilkens (ur. 22 marca 1934 w Sztokholmie) – szwedzka aktorka filmowa, której krótka kariera przypadająca na lata 50. trwała początkowo w kinie włoskim, a następnie w Hollywood. Była żoną Sammy'ego Davisa Jr.

## Kariera
Na początku lat 50., będąc jeszcze nastolatką pracowała w Sztokholmie jako asystentka fotografa. Została tam zauważona przez włoskich filmowców Dino De Laurentiisa i  Mario Soldatiego, którzy przebywali w Szwecji poszukując blondynki do głównej roli w swoim nowym filmie Jolanda, córka Czarnego Korsarza. May Britt otrzymała tę rolę i przeprowadziła się do Rzymu. W kolejnych latach zagrała w ok. 10 filmach włoskiej wytwórni Cinecittà. W 1956 wystąpiła w epickim melodramacie historycznym Wojna i pokój. Następnie podpisała kontrakt z amerykańską wytwórnią filmową 20th Century Fox i trafiła do Hollywood. Zagrała tam m.in. w filmach: Młode lwy (1958) z Marlonem Brando, Montgomery Cliftem i Deanem Martinem; Łowcy (1958) u boku Roberta Mitchuma i Roberta Wagnera; a także nieudanym remakeu Błękitnego anioła.

## Życie prywatne
W 1960 poślubiła aktora i piosenkarza Sammy'ego Davisa Jr. Po zawarciu małżeństwa praktycznie zakończyła aktorską karierę. W 1961 urodziła swoje jedyne dziecko, córkę Tracy (zm. 2020). Para adoptowała także dwóch chłopców. Po 8 latach związku Britt i Davis rozwiedli się.

## Wybrana filmografia

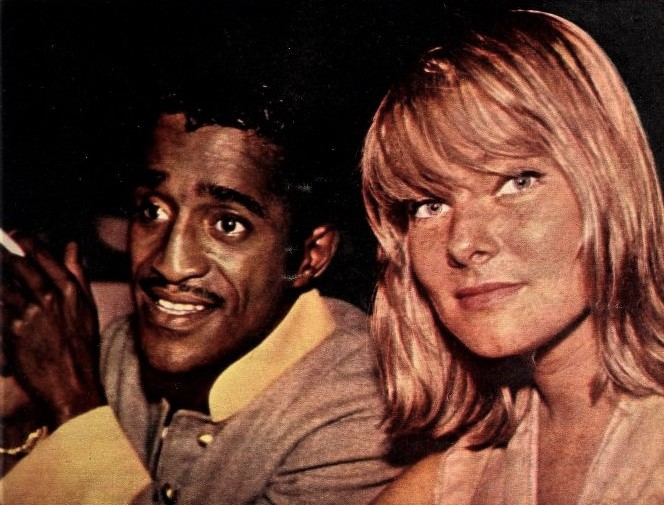
May Britt i Sammy Davis, Jr w 1960

- Jolanda, córka Czarnego Korsarza (1952) jako Jolanda
- Najzabawniejszy program na  świecie (1953) jako Brigitte
- Niewierne (1953) jako Liliana Capacci Rogers
- Wojna i pokój (1956) jako Sonya Rostova
- Młode lwy (1958) jako Gretchen Hardenberg
- Łowcy (1958) jako Kristina "Kris" Abbott
- Błękitny anioł (1959) jako Lola-Lola
- Murder, Inc. (1960) jako Eadie Collins
- Mission: Impossible (1966-73; serial TV) jako Eva Gollan (gościnnie)